# Burg Beaufort (Luxemburg)
Die Ruine der Burg Beaufort steht in der Gemeinde Befort in Luxemburg. Sie steht ca. 5 km westlich des Ortskerns und etwa 35 Meter tiefer in einem Talgrund. Die Burg stand ursprünglich ungefähr 23 m über dem Talboden auf einem Felskegel, wurde über die Zeit jedoch umfangreich talwärts erweitert.

## Geschichte
Die Geschichte über die Entstehung Beauforts ist etwas verworren. Urkundlich erstmals erwähnt wird als Herr von Beaufort Wauthier de Wiltz et Beaufort im Jahre 1192. Deshalb wird auch der Bau der Kernburg in das späte 12. Jahrhundert datiert. Man kann den Bau der Burg grob in zwei Abschnitte einteilen. Die Unterschiede werden vor allem im Innenhof der Burg sichtbar, wo deutliche Spuren einer romanischen und einer gotischen Bauphase sichtbar sind.
Als die Herren von Beaufort im 14. Jahrhundert im Mannesstamm ausstarben, kam die Anlage über Adelheid von Beaufort 1348 an ihren Ehemann Wilhelm von Orley. Dessen Nachfahr Johann wurde des Treuebruchs gegen seinen Landesherrn beschuldigt, sodass Kaiser Maximilian I. Burg und Herrschaft Beaufort deswegen konfiszierte und sie Johann Beyer von Boppard zu Lehen gab.
Durch Heirat kam der Besitz im 16. Jahrhundert schließlich an Bernard von Velbrück, über dessen Enkelin er an Gaspard de Heu fiel. Im Kampf der Niederländer für ihre Unabhängigkeit von Spanien unterstützte de Heu Moritz von Oranien und geriet dabei in spanische Gefangenschaft. Des Treuebruchs sowie der Häresie angeklagt und für schuldig befunden, wurde er 1593 öffentlich hingerichtet. König Philipp II. von Spanien zog die Burg Beaufort ein und belehnte damit den Grafen Peter Ernst I. von Mansfeld.

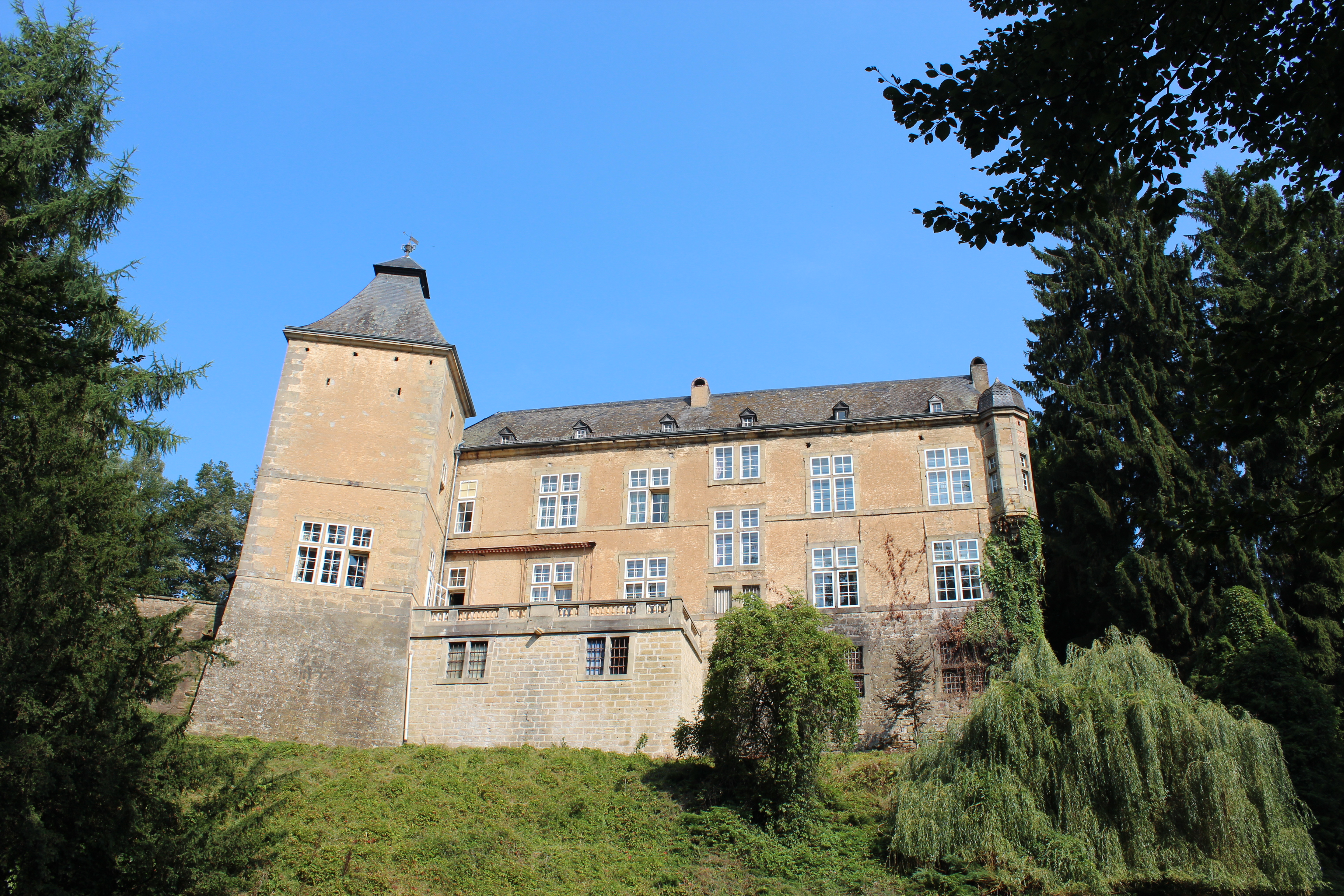
Das Schloss aus dem 17. Jahrhundert

Ende der 1630er Jahre war die Herrschaft Beaufort durch den Dreißigjährigen Krieg derart überschuldet, dass sie veräußert werden musste. Am 27. November 1639 erwarb sie der Gouverneur der Provinz Luxemburg Johann von Beck (französisch: Jean de Beck) mit all ihren „hauteurs, juridictions, noms droits et actions, biens censes et revenus et Grallem et toutes ses appartenances et dépendances“. Er erbaute schließlich ein Schloss im Stil der Renaissance 15 Meter oberhalb der heutigen Ruine, um es als seine neue Residenz zu nutzen. Die Fertigstellung des neuen Baus erlebte der Burgherr jedoch nicht mehr, denn sie erfolgte erst nach Johanns Tod durch seinen Sohn Georg.
Da die Burg fortan nicht mehr zu Wohnzwecken genutzt wurde, verfiel sie im Laufe der folgenden Jahrhunderte immer mehr. Erst ab 1928 begannen mit dem Eigentümer Edmond Linckels wieder bessere Zeiten für die derweil zu einer Ruine gewordenen Anlage. Linckels ließ den Schutt aus der Burg entfernen und machte sie erstmals für Besucher zugänglich.
Am 30./31. Juli 2021 stürzte ein großer Teil der Stützmauer unterhalb der Burgruine ein. Es gab keine Verletzten.

## Heutige Nutzung
Schloss und Burg Beaufort befinden sich seit 1981 im Besitz des Staates Luxemburg. Das Renaissanceschloss und die Burgruine sind heute zu besichtigen. Interessante Details wie die Wachstube sind im alten Zustand restauriert.